# 土曜ワイド劇場
『土曜ワイド劇場』（どようワイドげきじょう、Saturday Night at the Mysteries）は、テレビ朝日・朝日放送の週替わり制作により、テレビ朝日系列で、1977年7月2日から2017年4月8日まで毎週土曜日の夜に放送されていた2時間ワイドドラマ番組。通称『土ワイ』。
長時間の放映となる2時間ドラマの先駆けで、番組開始当初は90分枠、1979年以降は2時間枠で放送された。

## 概要
1977年7月2日に『土曜映画劇場』の後番組として90分枠で開始され、長時間ドラマの先駆けとなった。後年には2時間以上のドラマ枠は珍しくなくなった（一時は民放5大ネットがすべてこうした番組を持っていた事もある）が、当時は1時間を超えるドラマは特例であり、NHKが『土曜ドラマ』として数週連続番組を不定期に放映していた程度である。毎週のレギュラー番組としてこれを提供する試みは初めてであった。第1号であると同時に、後発のすべての他局番組よりも後まで同一時間帯同番組名で放送された長寿番組でもある。字幕放送。
当時、『土曜映画劇場』は放送できる作品が底をついて視聴率も低迷、新番組の企画を模索していたときにスティーヴン・スピルバーグ監督のアメリカのテレビ映画『激突!』が、単発の長時間テレビドラマの可能性を示した事が企画の発端だったと言う。NETテレビの外画部で『激突!』等外国映画の購入を担当後、編成開発部に異動した高橋浩は、アメリカ合衆国におけるテレフィーチャー（テレビ用長時間映画）のブームが、日本でも5年遅れで流行ると予測して『土曜ワイド劇場』を企画。制作本数の減っていた日本映画界の人材を活用し、同一番組で複数の外部制作会社に競作させると言う試みで『土曜ワイド劇場』はスタートした。
視聴者層は、F2層(35歳 - 49歳の女性)とF3層(50歳以上の女性)と呼ばれる主婦層が中心で、開始時のキャッチフレーズは「映画館に行けない主婦のためのお茶の間映画館」で、映画ファンをお茶の間に引き留めようとした長時間ドラマだったと言う。作品は旅情サスペンスが主流で旅ブームを先取りし、サスペンス物としてはやさしい犯人当てが特徴であった。
前後のミニ番組で変動はあるが、2012年10月以降は毎週土曜の21:00 - 23:06（JST）に放送されていた。主にミステリーやサスペンス、それにホラーの単発物が多く、シリアスな物からユーモラスな物まで幅広いラインナップを誇っている。
初回の作品は早坂暁作の『田舎刑事』で、主演には映画『男はつらいよ』シリーズで国民的な人気を得ており、早坂の親友だった渥美清がキャスティングされた。当時、渥美は年に2回の『男はつらいよ』以外の出演は殆どなく、テレビドラマの出演は珍しかった為、これも話題になった。作品の評価も高く、この年の芸術祭で優秀賞を受賞している。同作は後に土ワイ初のシリーズ作品となった。
初期は外国人原作物が多く、シリーズ物が少なく（前述の『田舎刑事』シリーズ程度だった）、山口百恵の『野菊の墓』など文芸物や犯人が主役を行う作品等試行錯誤が続き、当初視聴率的には苦戦していたが、1979年4月から2時間枠に拡大して素人探偵によるサスペンス物 に特化してから視聴率が上昇した。初期の代表作は天知茂主演の『江戸川乱歩の美女シリーズ』。
1982年10月 - 1986年9月には月曜にも『月曜ワイド劇場』という枠が設けられていた。その後1988年4月 - 1991年9月には火曜にも『火曜スーパーワイド』→『火曜ミステリー劇場』として20:00 - 21:48の枠で放送されていた。これもテレビ朝日制作を原則とし、年数本は朝日放送からの制作となっていた。
この番組の好調を受けて、他局でも長時間ドラマが次々と制作され、1981年には2大サスペンスの一角・日本テレビで『火曜サスペンス劇場』がスタートし、さらに1982年にはTBSが裏番組として『ザ・サスペンス』をスタートさせる。出遅れていたフジテレビ でも1984年に『金曜女のドラマスペシャル』をスタートさせ、2015年4月開始の『金曜プレミアム』まで単発番組を続けていた。テレビ東京でも2001年1月に『女と愛とミステリー』がスタート。1980年代前半には2時間ドラマが全盛で8本の枠が存在した。
しかし2000年代以降は2005年11月に日本テレビの『火曜サスペンス劇場』が『DRAMA COMPLEX』→『火曜ドラマゴールド』になった後2007年3月に2時間ドラマ枠撤退、2006年4月にTBSの『月曜ミステリー劇場』が『月曜ゴールデン』→『月曜名作劇場』になった後2019年3月に2時間ドラマ枠撤退、同年10月にフジテレビの『金曜エンタテイメント』が『金曜プレステージ』→『赤と黒のゲキジョー』→『金曜プレミアム』になった後2019年9月に2時間ドラマ枠撤退、2009年4月にテレビ東京の『水曜ミステリー9』が『水曜シアター9』に（2010年9月に枠自体廃止したが2011年10月に復活、2015年10月から『水曜エンタ・水曜ミステリー9』として放送されていたが、2017年3月で終了により2時間ドラマ枠が一旦撤退したが、2020年4月から『月曜プレミア8』枠で月に1〜2回の放送として復活）と、サスペンス作品の撤退や映画等も含めた多ジャンルの番組を放送する長時間枠に移行される傾向にあるが、テレビ朝日の『土曜ワイド劇場』はほぼ純粋なサスペンス作品枠となっていた（ただし2011年より『月曜ゴールデン』が再びほぼ純粋なサスペンス作品枠に移行。一方で『金曜プレミアム』はサスペンスドラマの比率が大幅に減少）。2012年に『土曜ワイド劇場』は35周年を迎えた。
当初はフィルム撮影によるテレビ映画が殆ど（ただし第1作『田舎刑事』はVTR作品である）だったが、1982年頃からVTR撮影の作品も本格的に制作されるようになり、その後当初はフィルムで作られた作品もVTRに移行していったが、その一方で「西村京太郎トラベルミステリー」や「高橋英樹の船長シリーズ」など1993年頃までフィルム撮影を続けていた作品もあった（ただし1990年代の作品はフィルム撮影であってもVTR編集されたのが存在する）。2000年代後半からほとんどがハイビジョン制作であるが、この作品の場合、アナログ放送では13:9（→14:9→2010年7月より16:9レターボックス）のサイズで放送される。
番組初期から1980年代半ばまで、裏番組のテレビ三面記事 ウィークエンダー対策として、22:00前後の20分間にはCMを入れず濡れ場やレイプシーンを入れていた。明石家さんまはこれを「10時跨ぎガール」と呼んでいた。また、サブタイトルを視聴率獲得のための武器としており、「全裸」「人妻」など扇情的なフレーズが盛り込まれた長いサブタイトルを新聞欄に載せたり、予告映像にも濡れ場や扇情的なシーンを入れていた。なお、1990年代まではこれらのシーンが含まれた作品がテレビ朝日の「傑作ワイド劇場」などで再放送されていた。
数ある作品の中には、連続ドラマ化した作品（『家政婦は見た!』、『相棒』、『警視庁捜査ファイル さくら署の女たち』､『警視庁・捜査一課長』など）や、反対に連続ドラマから単発化（『赤かぶ検事奮戦記』、『法医学教室の事件ファイル』など）された作品も存在している。
朝日放送制作の作品の中には、事件解決後の人々の場面が視聴者の想像に任せると言う体裁となる作品もある。
2012年10月6日からは15分拡大され、21:00 - 23:06の放送へと変更した。ただ、前週の9月29日は編成上の都合はあるものの、21:00 - 23:06で放送されている。

### 単独番組としての終了、シリーズの終焉とその後
2016年3月26日をもって、単独番組としての本枠は終了 となり、同年4月2日から単発特別番組新枠『土曜プライム』が開始されたが、『土曜ワイド劇場』はその一企画に降格となり、それ以外のドラマやバラエティーも放送する。なお、新枠でも本枠で見られた月1回の朝日放送制作による放送回が維持される。これにより、月1回ある朝日放送制作の週に必ずしも『土曜ワイド劇場』を放送するとは限らず、当該週に『土曜ワイド劇場』以外のラインナップを放送した月には同枠で『土曜ワイド劇場』の放送がある場合にはすべてテレビ朝日制作となる。
2017年4月8日、『土曜プライム』の終了に伴い、この『土曜ワイド劇場』も単独枠時代も含めて40年の歴史に終止符を打った。最終回の作品は『西村京太郎トラベルミステリー67 箱根紅葉・登山鉄道の殺意』。なお、4月22日から土曜20:54 - 21:54に『サタデーステーション』を開始した こと(2018年4月からは22:10まで放送時間拡大)ならびに同月15日から21:58 - 22:59に日曜未明（土曜深夜）に放送された『あるある議事堂』を改題・リニューアルした『こんなところにあるあるが。土曜・あるある晩餐会』を放送（後者については同年9月で終了）。これに伴い、『土曜プライム』で放送してきた『土曜ワイド劇場』および『土曜ワイド劇場』ではない『土曜プライム』のドラマ作品について、同月9日開始の日曜10:00 - 11:50に新設される2時間ドラマ枠『日曜ワイド』にて放送することを、テレビ朝日が同年2月10日に発表した。また、同枠では同年6月11日から新作も放送しているが、過去作品についてはすでに『ミステリー傑作選』として放送しており、それ以外では『帯ドラマ劇場』の総集編も放送された。また、『日曜ワイド』以外にも新作を放送する枠として、同年3月16日から編期末期首限定で放送される『ミステリースペシャル』枠も用意され、シリーズによっては『ミステリースペシャル』でも『日曜ワイド』でも放送される作品があった（例：おかしな刑事）が、『ミステリースペシャル』は2018年4月1日を最後に終了した。その『日曜ワイド』についても2018年3月25日を以て終了となり、同年4月8日より同じ日曜21:00 - 23:05枠にて、『日曜プライム』を放送開始し、『土曜ワイド劇場』時代のラインナップの新作も不定期で放送されていた。その後同枠は2020年9月27日で終了となったものの、2時間ドラマの新規制作を完全に諦めてはおらず、以降は改編期などを中心に新作を不定期で放送している。また、これらとは別に、2018年10月からは、BS朝日でかつての土曜ワイド劇場と同じ時間帯で本枠の作品を放送する『土曜劇場』が新たに設けられている。
2022年、テレビ朝日は同年一杯で不定期で放送されていた2時間サスペンスドラマ自体の放送を終了することを発表した。

### 歴代タイトルロゴ
- 初代：1977年7月2日 - 1996年3月30日
- 2代目：1996年4月6日 - 2016年3月26日

### 放送時間の変遷
- 単独番組として放送された期間のみ、放送時間を記す（『土曜プライム』の一企画として放送されている期間については同項を参照）。

| 放送期間         | 放送時間 (JST)    | 放送分数 |
| ---------------- | ----------------- | -------- |
| 1977.7 - 1979.3  | 土曜21:00 - 22:24 | 84分     |
| 1979.4 - 1996.3  | 土曜21:02 - 22:51 | 109分    |
| 1996.4 - 2012.9  | 土曜21:00 - 22:51 | 111分    |
| 2012.10 - 2016.3 | 土曜21:00 - 23:06 | 126分    |

#### 補足
作品によってはDVD版がリリースされることがある。

## 制作局
番組制作はキー局であるテレビ朝日と朝日放送テレビが担当している。90分番組時代はテレビ朝日制作だったが、1979年4月から2時間枠に拡大すると同時にテレビ朝日に加え毎月1回を朝日放送制作とした。編成の都合で朝日放送制作が月2回や月0回になる場合もある。なお、朝日放送の土曜ワイド劇場第1作は、1979年2月放送の『けっぱり先生、仰げば尊し』であり、同年4月には2010年2月まで約31年続いた藤田まこと主演の人気シリーズ『京都殺人案内』の第1作が放送された。
朝日放送が1979年より土曜ワイド劇場の制作に携わるようになったのは、土曜ワイド劇場が90分枠だった時に、22:30 - 23:00枠に30分のバラエティー枠 があったためである。また、朝日放送は腸捻転解消前のTBS系時代において、土曜22時枠で『必殺シリーズ』 を制作していたことから、再度土曜夜のドラマ制作を熱望していたものと考えられる。なお、朝日放送がキー局制作のドラマ枠の一部作品を制作したケースとしては、腸捻転解消前の『東芝日曜劇場』 がある。
朝日放送制作の作品では、土地柄からか関西在住の俳優・女優・タレント・芸人が有名無名、役柄を問わずキャスティングされることが多い。中でも同局のローカル番組の出演者が登場する事が多く、『おはよう朝日です』のレポーターを当時務めていた楳崎静香や『ごきげん!ブランニュ』のレギュラーであるメッセンジャーのあいはらも出演した。
朝日放送制作の場合、共同制作会社の松竹作品は主に京都が舞台となり、それ以外の共同制作会社の作品は東京が舞台となることが多い。

## 主な作品

### シリーズ作品

#### 本枠終了時点で継続されていたシリーズ

##### テレビ朝日制作分（継続シリーズ）
西村京太郎トラベルミステリー（1981年 - 2022年）
放送枠：土曜ワイド劇場（第1作 - 第67作） → ミステリースペシャル（第68作） → 日曜プライム（第69作 - 第72作） → 単発枠（第73作）
原作：西村京太郎
主演：三橋達也 → 天知茂 → 三橋達也 → 高島忠夫 → 三橋達也 → 高橋英樹
終着駅シリーズ（1990年 - 2022年）
放送枠：土曜ワイド劇場（第1作 - 第30作） → 日曜ワイド（第31作） → 日曜プライム（第32作 - 第35作） → 単発枠（第36作 - 第38作）
原作：森村誠一
主演：露口茂 → 片岡鶴太郎
事件（1993年 - 2017年）
放送枠：土曜ワイド劇場（第1作 - 第17作） → ミステリースペシャル（第18作）
原作：大岡昇平、小杉健治
主演：北大路欣也
法医学教室の事件ファイル（1994年 - 2020年）
放送枠：土曜ワイド劇場（第1作 - 第42作） → ミステリースペシャル（第43作） → 日曜プライム（第44作 → 第47作）
主演：名取裕子
温泉若おかみの殺人推理（1994年 - 2019年）
放送枠：土曜ワイド劇場（第1作 - 第29作） → 日曜プライム（第30作）
主演：大島智子 → 東ちづる
おとり捜査官・北見志穂（1998年 - 2017年）
放送枠：土曜ワイド劇場（第1作 - 第19作） → ミステリースペシャル（第20作）
原作：山田正紀
主演：松下由樹
鉄道捜査官（2000年 - 2021年）
放送枠：土曜ワイド劇場（第1作 - 第16作） → 日曜ワイド（第17作） → 日曜プライム（第18作） → 単発枠（第19作）
原作：西村京太郎
主演：沢口靖子
狩矢父娘シリーズ（2000年 - 2020年）
放送枠：土曜ワイド劇場（第1作 - 第17作） → ミステリースペシャル（第18作） → 日曜ワイド（第19作） → 日曜プライム（第20作）
原作：山村美紗
主演：藤谷美紀、田村亮
検事・朝日奈耀子（2003年 - 2017年）
放送枠：土曜ワイド劇場（第1作 - 第18作） → 日曜ワイド（第19作）
主演：眞野あずさ
おかしな刑事（2003年 - 2022年）
放送枠：土曜ワイド劇場（第1作 - 第14作） → ミステリースペシャル（第15作） → 日曜ワイド（第16作） → ミステリースペシャル（第17作） → 日曜プライム（第18作 - 第24作） → 単発枠（第25作・第26作）
主演：伊東四朗、羽田美智子
森村誠一の棟居刑事（2005年 - 2019年）
放送枠：土曜ワイド劇場（第1作 - 第9作） → ミステリースペシャル（第10作） → 日曜プライム（2019年）
原作：森村誠一
主演：東山紀之
京都南署鑑識ファイル（2005年 - 2018年）
放送枠：土曜ワイド劇場（第1作 - 第10作） → 日曜ワイド（第11作） → ミステリースペシャル（第12作）
主演：田中美里
再捜査刑事・片岡悠介（2010年 - 2018年）
放送枠：土曜ワイド劇場（第1作 - 第9作） → 日曜ワイド（第10作） → 日曜プライム（第11作）
主演：寺島進
人類学者・岬久美子の殺人鑑定（2010年 - 2019年）
放送枠：土曜ワイド劇場（第1作 - 第6作） → 日曜ワイド（第7作） → 木曜ミステリースペシャル（第8作）
主演：大塚寧々
司法教官・穂高美子（2011年 - 2017年）
放送枠：土曜ワイド劇場（第1作 - 第5作） → 日曜ワイド（第6作）
主演：水野真紀
ドクター彦次郎（2015年 - 2020年）
放送枠：土曜ワイド劇場（第1作・第2作） → 日曜ワイド（第3作） → ミステリースペシャル（第4作） → 日曜プライム（第5作）
主演：寺島進
家裁調査官・山ノ坊晃（2016年・2017年）
放送枠：土曜ワイド劇場（第1作） → 日曜ワイド（第2作）
主演：小泉孝太郎
深層捜査（2017年 - 2019年）
放送枠：土曜ワイド劇場（第1作） → 日曜ワイド（第2作） → 日曜プライム（第3作）
主演：長塚京三

##### 朝日放送制作分（継続シリーズ）
広域警察（2010年 - 2021年）
放送枠：土曜ワイド劇場（第1作 - 第8作） → ミステリースペシャル（第9作） → 単発枠（第10作）
主演：高橋克典
逆転報道の女（2012年 - 2020年）
放送枠：土曜ワイド劇場（第1作 - 第5作） → 日曜プライム（第6作）
主演：高島礼子
私は代行屋!事件推理請負人（2012年 - 2020年）
放送枠：土曜ワイド劇場（第1作 - 第4作） → 日曜プライム（第5作）
主演：高畑淳子
検事・悪玉（2016年・2018年）
放送枠：土曜ワイド劇場（第1作） → 日曜プライム（第2作）
主演：橋爪功

#### 中断・完結シリーズ
本枠終了時点でシリーズ終了もしくは中断されている作品

##### テレビ朝日制作分（中断・完結シリーズ）
田舎刑事
全3回（1977年 - 1979年）
主演：渥美清
江戸川乱歩の美女シリーズ（天知茂版）
全25作（1977年 - 1985年）
原作：江戸川乱歩
主演：天知茂
幽霊シリーズ
全9作（1978年 - 1984年）
原作：赤川次郎
主演：田中邦衛、浅茅陽子 → 藤谷美和子
女弁護士 朝吹里矢子
全13作（1978年 - 1992年）
原作：夏樹静子
主演：十朱幸代
名探偵雅楽シリーズ
全3作（1979年 - 1980年）
原作：戸板康二
主演：中村勘三郎
翔んでる女
全2作（1979年・1980年）
原作：島田一男
主演：南田洋子
死美人シリーズ
全9作（1979年 - 1989年）
原作：南里征典
主演：蟇目良 → 荻島真一 → 山本圭 → 近藤正臣 → 田村亮 → 柴俊夫 → 沖雅也 → 田村亮
渓流釣りシリーズ
全7作（1979年 - 1992年）
原作：太田蘭三
主演：緒形拳 → 近藤正臣 → 林隆三
三毛猫ホームズシリーズ（石立鉄男版）
全6作（1979年 - 1984年）
原作：赤川次郎
主演：石立鉄男
通り魔シリーズ
全2作（1981年・1982年）
原作：村尾昭
主演：水沢アキ → 吉沢京子
変装探偵
全2作（1981年・1982年）
主演：山城新伍
考古学者シリーズ
全19作（1981年 - 1997年）
原作：ロイ・ウィンザー
主演：愛川欽也
凶学の巣シリーズ
全3作（1982年 - 1987年）
原作：森村誠一
主演：小野寺昭
家政婦は見た!
全26作（1983年 - 2008年）
原作：松本清張
主演：市原悦子
探偵・神津恭介の殺人推理
全11作（1983年 - 1992年）
原作：高木彬光
主演：近藤正臣
名探偵・金田一耕助
全4作（1983年 → 1990年）
原作：横溝正史
主演：小野寺昭
牟田刑事官事件ファイル
全33作（1983年 - 2007年）
原作：石沢英太郎
主演：小林桂樹
密会の宿
全8作（1984年 - 1993年）
原作：佐野洋
主演：松尾嘉代
整形復顔サスペンス
全4作（1984年 - 1988年）
主演：増田恵子 → 片平なぎさ → 岡江久美子 → 松尾嘉代
辻真先の婚約旅行殺人事件シリーズ
全7作（1985年 - 1990年）
原作：辻真先
主演：林隆三 → 小野寺昭、石川ひとみ → 川島なお美
迷探偵記者羽鳥雄太郎と駆け出し女刑事シリーズ
全4作（1985年 - 1987年）
主演：田中邦衛、中原理恵
江戸川乱歩の美女シリーズ（北大路欣也版）
全6作（1986年 - 1990年）
原作：江戸川乱歩
主演：北大路欣也
原教子の「二泊三日の旅」シリーズ
全5作（1986年 - 1990年）
主演：大空眞弓 → 叶和貴子 → 大空眞弓 → 叶和貴子
実年素人探偵とおんな秘書の名推理
全9作（1986年 - 1993年）
原作：豊田行二
主演：愛川欽也
樋口弁護士の悪女シリーズ
全2作（1987年・1988年）
原作：青柳友子
主演：草刈正雄
女たちの華麗な闘い
全6作（1987年 - 1992年）
主演：大空眞弓 → 松尾嘉代 → 秋本奈緒美 → 松尾嘉代
ミステリー研究会
全5作（1987年 - 1994年）
原作：藤原宰太郎
主演：仲谷昇 → 植木等、中村雅俊 → 川﨑麻世 → 羽賀研二 → 川﨑麻世
高橋英樹の船長シリーズ
全13作（1988年 - 2002年）
原作：今井泉
主演：高橋英樹
町村佐知子シリーズ
全4作（1988年 - 1991年）
原作：山村美紗
主演：岡江久美子
おんな警視連城真衣子
全3作（1988年 - 1991年）
主演：小川知子
大密室殺人事件
全4作（1991年 - 1993年）
原作：大谷羊太郎
主演：植木等
夜の街殺人事件
全2作（1992年・1993年）
主演：愛川欽也
タクシードライバーの推理日誌
全39作（1992年 - 2016年）
原作：笹沢左保
主演：渡瀬恒彦
井野拓也シリーズ
全2作（1992年・1993年）
原作：福田洋
主演：西郷輝彦
江戸川乱歩の美女シリーズ（西郷輝彦版）
全2作（1992年・1994年）
原作：江戸川乱歩
主演：西郷輝彦
推理小説作家・沢木麻沙子
全4作（1992年 - 1995年）
原作：山村美紗
主演：伊藤蘭
女ルポライター水上結花
全2作（1993年）
原作：福田洋
主演：伊藤かずえ
こちら禅寺探偵局
全2作（1993年・1996年）
原作：佐橋法龍
主演：松平健
殺意のバカンス
全2作（1993年・1996年）
原作：野村正樹
主演：とよた真帆
厄除け商売繁盛殺人事件
全3作（1994年 - 1996年）
原作：鳥羽亮
主演：松方弘樹
7人のOLが行く!
全2作（1994年・1995年）
主演：とよた真帆 → 伊藤かずえ
同居人カップルの殺人推理旅行
全6作（1994年 - 1999年）
主演：布施博、大寶智子
探偵事務所
全5作（1994年 - 1999年）
原作：鳥羽亮
主演：水谷豊
新・女弁護士 朝吹里矢子
全7作（1994年 - 2000年）
原作：夏樹静子
主演：財前直見
湯けむり受胎旅行連続殺人
全4作（1995年 - 1998年）
主演：片平なぎさ
俺たちの世直し強盗
全2作（1996年・1997年）
主演：植木等、谷啓、いかりや長介
棟居刑事シリーズ
全5作（1996年 - 2000年）
原作：森村誠一
主演：佐藤浩市
車椅子の弁護士・水島威
全10作（1996年 - 2004年）
主演：宇津井健
三毛猫ホームズシリーズ（陣内孝則版）
全2作（1996年・1998年）
原作：赤川次郎
主演：陣内孝則
法医 歯科学の女
全3作（1997年 - 1999年）
主演：中村あずさ → 有森也実
まじめ警部補とかたやぶり刑事
全3作（1997年 - 2000年）
主演：中村梅雀
検察事務官小錦ヤエ子
全2作（1997年・1998年）
主演：かたせ梨乃
グルメ奥様とハイミス刑事の推理対決
全2作（1997年・1998年）
主演：野際陽子、室井滋
エステサロン白い肌殺人事件
全2作（1997年・1998年）
原作：松埜乱
主演：水野真紀
天才・神津恭介の殺人推理
全2作（1997年・2002年）
原作：高木彬光
主演：村上弘明
江戸ッ子探偵殺人案内
全2作（1997年・1999年）
主演：地井武男
花の京都・美人姉妹の推理
全3作（1997年 - 1999年）
原作：山村美紗
主演：とよた真帆、千堂あきほ
作家 小日向鋭介の推理日記
全3作（1997年 - 1999年）
主演：里見浩太朗
警察署長
全2作（1997年・2001年）
原作：石井竜生、井原まなみ
主演：松方弘樹
京都お見合いツアー殺人事件
全2作（1997年・1998年）
原作：山村美紗
主演：森口博子
名探偵・明智小五郎
全2作（1998年・2000年）
原作：江戸川乱歩
主演：稲垣吾郎
おばはん刑事!流石姫子
全9作（1998年 - 2006年）
原作：夏樹静子
主演：中村玉緒
警視庁女性捜査班
全4作（1999年 - 2003年）
主演：萬田久子
事件記者冴子の殺人スクープ
全4作（1999年 - 2003年）
主演：水野真紀
渡り番頭・鏡善太郎の推理
全3作（2000年 - 2005年）
主演：鹿賀丈史
完全犯罪の女
全3作（2000年 - 2002年）
原作：ルイ・C・トーマス、カトリーヌ・アルレー
主演：浅野ゆう子
お祭り弁護士・澤田吾朗
全4作（2000年 - 2004年）
主演：髙嶋政伸
相棒・警視庁ふたりだけの特命係
全3作（2000年 - 2001年）
主演：水谷豊、寺脇康文
捜査検事・右近誠の殺人調書
全3作（2000年 - 2005年）
主演：加藤剛
変装婦警の事件簿
全3作（2000年 - 2002年）
主演：片平なぎさ
巡査鉄兵の推理日誌
全2作（2000年・2001年）
主演：赤井英和
広域捜査官楠錬三郎
全3作（2000年 - 2003年）
原作：福田洋
主演：萩原健一
警視庁特捜刑事の妻
全4作（2001年 - 2006年）
主演：三浦友和
弁護士・七尾響子
全2作（2001年・2006年）
主演：一路真輝
終着駅の牛尾刑事VS事件記者・冴子
全16作（2001年 - 2017年）
主演：片岡鶴太郎、水野真紀
救急救命士・牧田さおり
全10作（2002年 - 2015年）
主演：浅野温子
科学捜査研究所・文書鑑定の女
全3作（2002年 - 2006年）
主演：羽田美智子
おかしな二人
全2作（2002年）
主演：伊東四朗、小林聡美
第一級殺人弁護
全3作（2002年 - 2005年）
原作：中嶋博行
主演：風間トオル
女刑事ふたり
全2作（2002年・2008年）
主演：石田ひかり、伊藤蘭
ドクVSデカ
全2作（2002年・2004年）
主演：柴田恭兵、内藤剛志
火災調査官・紅蓮次郎
全15作（2003年 - 2015年）
原作：鍋島雅治、田中つかさ
主演：船越英一郎
神父・草場一平の推理
全2作（2004年・2005年）
主演：水谷豊
美人三姉妹の推理旅行
全2作（2004年・2007年）
主演：とよた真帆、大島さと子、中山忍
変装捜査官・麻生ゆき
全3作（2004年 - 2007年）
主演：片平なぎさ
刑事の妻〜デカツマ〜
全2作（2005年・2009年）
主演：浅野ゆう子
新・警視庁女性捜査班
全2作（2006年・2007年）
主演：萬田久子
新聞記者・鶴巻吾郎
全4作（2006年 - 2010年）
主演：村上弘明
法律事務所
全3作（2006年 - 2009年）
原作：深谷忠記
主演：水谷豊
隠蔽捜査
全2作（2007年・2008年）
原作：今野敏
主演：陣内孝則
弁天祐美子法律事務所
全2作（2007年・2009年）
主演：かたせ梨乃
東京駅お忘れ物預り所
全7作（2007年 - 2014年）
主演：髙嶋政伸
越境捜査
全3作（2008年 - 2011年）
原作：笹本稜平
主演：柴田恭兵
内田康夫サスペンス・福原警部
全5作（2009年 - 2014年）
原作：内田康夫
主演：石塚英彦
弁護士・森江春策の事件
全3作（2009年 - 2011年）
原作：芦辺拓
主演：中村梅雀
拘置所の女医
全2作（2011年・2013年）
主演：青木さやか
警視庁・捜査一課長
全5作（2012年 - 2015年）
主演：内藤剛志
ゴーストライターの殺人取材
全2作（2012年・2015年）
主演：浅野ゆう子
スペシャリスト
全4作（2013年・2015年）
主演：草彅剛
監察官・羽生宗一
全5作（2014年 - 2017年）
主演：中村梅雀
おみやさん
全2作（2016年）
原作：石ノ森章太郎
主演：渡瀬恒彦

##### 朝日放送制作分（中断・完結シリーズ）
京都殺人案内
全32作（1979年 - 2010年）
原作：山村美紗、和久峻三
主演：藤田まこと
ピンクハンター
全2作（1979年・1980年）
原作：カーター・ブラウン
主演：古谷一行、木の実ナナ
西村京太郎トラベルミステリー（朝日放送・大映版）
全3作（1979年 - 1982年）
原作：西村京太郎
主演：三橋達也
京都妖怪地図
全7作（1980年 - 1997年）
原作：上田秋成、和久峻三
主演：宇津宮雅代 → 三ツ矢歌子 → 叶和貴子 → 萬田久子 → 森口瑤子
片岡孝夫の好青年探偵シリーズ
全7作（1980年 - 1986年）
原作：濱尾四郎、笹沢左保、土屋隆夫
主演：片岡孝夫
純愛連続殺人
全2作（1981年・1982年）
原作：ウィリアム・アイリッシュ
主演：金田賢一
息子の叫びシリーズ
全2作（1981年・1982年）
原作：比佐芳武 → ウィリアム・アイリッシュ
主演：若山富三郎、中村玉緒
池島春子シリーズ
全2作（1982年・1983年）
主演：中田喜子
フルムーン探偵
全2作（1982年・1984年）
原作：和久峻三
主演：藤田まこと、三ツ矢歌子
混浴露天風呂連続殺人
全26作（1982年 - 2006年）
主演：古谷一行、木の実ナナ
ハイミス探偵日記シリーズ
全2作（1983年）
原作：草野唯雄
主演：浅茅陽子
弁護士・名村利平
全2作（1984年・1986年）
原作：アール・スタンレー・ガードナー → 天藤真
主演：フランキー堺
弁護士・今田一平
全6作（1985年 - 1991年）
主演：小野寺昭
市毛良枝の美女探偵シリーズ
全6作（1985年 - 1991年）
主演：市毛良枝
生き返った男
全3作（1986年 - 1990年）
原作：太田蘭三
主演：三浦友和
戦国武将シリーズ
全6作（1987年 - 1992年）
主演：三田村邦彦 → 叶和貴子 → 宮崎美子 → 神田正輝
トラベル探偵シリーズ
全3作（1988年 - 1993年）
主演：榊原郁恵
尼さん探偵事件帖
全5作（1989年 - 1994年）
主演：浜木綿子
未亡人探偵
全3作（1989年 - 1992年）
主演：山本陽子
離婚カップル探偵する
全2作（1989年・1990年）
主演：三田村邦彦
新宿ラブストーリー事件簿
全2作（1992年・1996年）
主演：阿部寛
花吹雪女スリ三姉妹
全2作（1994年・1995年）
主演：高梨亜矢 → 叶和貴子、叶和貴子 → 中尾ミエ、中條かな子
なんでも屋探偵帳
全6作（1989年 - 1997年）
主演：小林稔侍
新・赤かぶ検事奮戦記
全17作（1994年 - 2005年）
原作：和久峻三
主演：橋爪功
はみだし弁護士・巽志郎
全12作（1996年 - 2012年）
主演：三浦友和
嫁姑が謎に挑戦
全6作（1996年 - 1999年）
主演：栗原小巻、藤田朋子
女調査員・おでん屋“ぽんた”探偵局
全2作（1996年・1998年）
主演：浜木綿子
ダイエット三姉妹の旅情事件簿
全5作（1997年 - 2001年）
主演：片平なぎさ → 千堂あきほ → 藤田朋子、高瀬春奈、森公美子 → 竹内都子
京都の芸者弁護士
全5作（1997年 - 2001年）
原作：和久峻三
主演：涼風真世
京都B級グルメ殺人シリーズ
全3作（1997年 - 2001年）
主演：渡辺えり子
ジャンボ宝くじ1億5千万が当たった女!連続殺人
全2作（1998年・1999年）
主演：小柳ルミ子 → 野際陽子
花吹雪美人スリ三姉妹
全3作（1998年 - 2000年）
主演：萬田久子、杉本彩、辺見えみり
京都マル秘仕事人
全3作（1999年 - 2002年）
主演：中条きよし
万引きウオッチャー
全2作（2000年・2002年）
主演：栗原小巻
京都の女庭師風水探偵さくら子
全2作（2000年・2002年）
原作：姉小路祐
主演：沢口靖子
ラーメン刑事「龍」の殺人推理
全5作（2000年 - 2005年）
主演：神田正輝
温泉医ぽっかや診療所事件カルテ
全7作（2001年 - 2009年）
主演：西郷輝彦
眼科医 小室瞳の推理カルテ
全2作（2001年・2002年）
主演：萬田久子
京都のテミス女裁判官
全2作（2003年・2004年）
原作：和久峻三
主演：若村麻由美
炎の警備隊長・五十嵐杜夫
全9作（2003年・2011年）
主演：小林稔侍
キソウの女
全3作（2003年 - 2006年）
主演：高島礼子
温泉㊙︎大作戦
全18作（2004年 - 2016年）
主演：森口瑤子
フリー女子アナの殺人リポート
全2作（2004年・2006年）
主演：富田靖子
殺人スタント
全2作（2004年・2006年）
主演：三田村邦彦
ハラハラ刑事
全2作（2004年・2005年）
主演：高橋克典、大杉漣
刑事殺し
全3作（2007年 - 2009年）
主演：仲村トオル
天才刑事・野呂盆六
全10作（2007年 - 2015年）
原作：長坂秀佳
主演：橋爪功
デパート仕掛け人!天王寺珠美の殺人推理
全8作（2007年 - 2015年）
主演：泉ピン子
ショカツの女 新宿西署 刑事課強行犯係
全13作（2007年 - 2017年）
主演：片平なぎさ
100の資格を持つ女〜ふたりのバツイチ殺人捜査〜
全12作（2008年 - 2017年）
主演：渡辺えり
遺品の声を聴く男
全5作（2009年 - 2014年）
主演：奥田瑛二
ヤメ検の女
全7作（2009年 - 2016年）
主演：賀来千香子
ミステリー作家六波羅一輝の推理
全3作（2010年 - 2013年）
原作：鯨統一郎
主演：上川隆也
 アナザーフェイス 刑事総務課・大友鉄
全2作（2012年・2013年）
原作：堂場瞬一
主演：仲村トオル
犯罪心理学教授・兼坂守の捜査ファイル
全2作（2014年・2015年）
主演：小林稔侍
刑事犬養隼人
全2作（2015年・2016年）
原作：中山七里
主演：沢村一樹

### 単発作品
本枠終了後に続編が製作された作品も含む。
- 山村美紗サスペンス（テレビ朝日が制作に携わった作品と朝日放送が制作に携わった作品が共に存在する）

#### テレビ朝日制作分
- 野菊の墓 原作：伊藤左千夫 主演：山口百恵、佐久田修 制作：ホリ企画制作
- 最後の賭け -老刑事と金庫破り- 原作：オー・ヘンリー 主演：東野英治郎 制作：俳優座映画放送、大映映像
- 松本清張のガラスの城  原作：松本清張 主演：長山藍子
- 青春の荒野 原作：ギ・ド・モーパッサン 主演：草刈正雄 制作：東宝映像
- 松本清張の「声」・ダイヤルは死の囁き 原作：松本清張 主演：音無美紀子 制作：松竹
- 暗くなるまで待って 原作：フレデリック・ノット 主演：秋吉久美子 制作：中平康事務所
- 図ぶとい奴・危険な賭け 原作：西村京太郎 主演：坂上二郎 制作：大映テレビ
- 松本清張の「顔」・死の断崖 原作：松本清張 主演：倍賞千恵子
- 家庭の秘密 乱れる! 原作：藤原審爾 主演：宮下順子 制作：にっかつ
- 松本清張の犯罪広告 原作：松本清張 主演：檀ふみ、田村亮 制作：松竹
- 松本清張の聞かなかった場所 原作：松本清張 主演：藤田まこと
- 血痕〜弘前大学教授夫人殺害事件 原作：鎌田慧 主演：江原真二郎 制作：東京フィルム
- 戦後最大の誘拐・吉展ちゃん事件 原作：本田靖春 主演：泉谷しげる 制作：S.H.P - 第17回ギャラクシー賞、芸術祭・優秀賞作品
- 松本清張の種族同盟・湖上の偽装殺人事件 原作：松本清張 主演：小川眞由美 制作：松竹
- 松本清張の紐・恐怖の大回転遊覧車 原作：松本清張 主演：酒井和歌子 制作：松竹
- 悪女の仮面 原作：シャーロット・アームストロング 主演：いしだあゆみ 制作：にっかつ撮影所
- 帝銀事件 原作：松本清張 主演：仲谷昇 制作：松竹
- スキーバスを追え!36人の乗客 原作：有馬頼義 主演：あおい輝彦
- 松本清張の地の骨・犯罪大学 入試問題を拾った女 原作：松本清張 主演：江守徹 制作：東宝
- 悪魔の花嫁 原作：池田悦子・あしべゆうほ 主演：夏純子 制作：大映テレビ
- 恐怖の人喰い鱶 鱶女 原作：石原慎太郎 主演：夏樹陽子 制作：東宝
- 松本清張の白い闇・十和田湖偽装心中 原作：松本清張 主演：音無美紀子 制作：大映テレビ
- 松本清張の小さな旅館 原作：松本清張 主演：田村高廣
- 松本清張の死んだ馬 殺人設計図 原作：松本清張 主演：小川眞由美 制作：松竹
- 松本清張の山峡の章 原作：松本清張 主演：音無美紀子 制作：松竹
- 松本清張の地方紙を買う女 原作：松本清張 主演：安奈淳
- 幻の女 離婚殺人の罠 原作：ウィリアム・アイリッシュ 主演：水沢アキ
- 松本清張の書道教授・消えた死体 原作：松本清張 主演：近藤正臣 制作：松竹
- 松本清張の風の息 原作：松本清張 主演：栗原小巻 制作：松竹
- 松本清張の事故 原作：松本清張 主演：松原智恵子、山口崇 制作：大映テレビ
- 3DKの通り魔 主演：吉沢京子 制作：東宝映像美術
- 松本清張の駅路 原作：松本清張 主演：田村高廣、古手川祐子
- 松本清張の危険な斜面 原作；松本清張 主演；水沢アキ
- 死者の木霊 原作：内田康夫 主演：林隆三
- 松本清張の殺人行おくのほそ道 原作：松本清張 主演：竹下景子 制作：松竹
- 松本清張の寒流 原作：松本清張 主演：露口茂 制作：大映テレビ
- 松本清張の溺れ谷 原作：松本清張 主演：近藤正臣 制作：松竹
- 森村誠一の高層の死角 原作：森村誠一 主演：高橋英樹
- 松本清張の連環 原作：松本清張 主演：片平なぎさ、森本レオ 制作：松竹
- 松本清張の断線 原作：松本清張 主演：松田優作
- 窓の中の殺人 原作：ジョン・ディクスン・カー 主演：いしだあゆみ 制作：国際放映
- 松本清張の葦の浮船 原作：松本清張 主演：渡瀬恒彦
- 結婚案内ミステリー風 原作：赤川次郎 主演：多岐川裕美
- 松本清張の証言 原作：松本清張 主演：柳生博 制作：大映テレビ
- 結婚って何さ殺人事件 原作：笹沢左保 主演：片平なぎさ
- 松本清張の高台の家 原作：松本清張 主演：岡田茉莉子
- 血液型殺人事件 霧の那須高原襲われた女探偵 原作：岡嶋二人 主演：中野良子
- 松本清張の黒い樹海 原作：松本清張 主演：中井貴惠 制作：松竹
- 小樽殺人事件 原作：内田康夫 主演：篠田三郎
- 松本清張サスペンス・黒い空 原作：松本清張 主演：藤竜也 制作：松竹
- 松本清張スペシャル・数の風景 原作：松本清張 主演：島田陽子、古谷一行
- 松本清張作家活動40年記念・一年半待て 原作：松本清張 主演：多岐川裕美 制作：松竹
- 松本清張作家活動40年記念『霧の旗』 原作：松本清張 主演：安田成美
- 花嫁の鮮やかな完全犯罪 原作：カトリーヌ・アルレー 主演：大地真央
- 金の夢は血に濡れて 主演：片岡鶴太郎 制作：総合ビジョン
- 札幌時計台殺人事件 原作：木谷恭介 主演：名高達郎 制作：彩の会
- 松本清張スペシャル・鉢植を買う女 原作：松本清張 主演：池上季実子 制作：東北新社
- 眠りの森の美女殺人事件 原作：東野圭吾 主演：山下真司 制作：大映テレビ
- 火車 カード破産の女! 原作：宮部みゆき 主演：三田村邦彦
- 松本清張スペシャル・状況曲線 原作：松本清張 主演：村上弘明 制作：松竹
- 松本清張スペシャル・書道教授 原作：松本清張 主演；風間杜夫 制作：大映テレビ
- "月蝕の館"殺人事件 原作：綾辻行人 主演：佐野史郎 制作：大映テレビ
- 松本清張特別企画・黒革の手帖 原作：松本清張 主演；浅野ゆう子
- 夜間検証 原作：藤村耕造 主演：三浦友和 制作：松竹
- 復讐法廷 原作：ライオネル・ホワイト 主演：浅野ゆう子
- 松本清張スペシャル・黒い樹海 原作：松本清張 主演；水野真紀
- 私を信じて！嵐の夜少女は本当に連続殺人を犯したのか？ 主演：布施博、今井雅之制作：アルゴピクチャーズ
- “繭の密室”連続殺人事件 原作：今邑彩 主演：村上弘明
- 名探偵 由利麟太郎 原作：横溝正史 主演：石坂浩二 制作：共同テレビ
- 花橋澪子の事件カルテ 主演：池上季実子、世良公則 制作：東宝
- 殺人披露宴 主演：藤谷美紀、世良公則 制作：大映テレビ
- 女請負人 原作：夏樹静子 主演：高樹沙耶 制作：大映テレビ
- 復讐相続の女 原作：ジェームズ・ハドリー・チェイス 主演：若村麻由美 制作：ネクスト・プロデュース
- 行きずりの街 原作：志水辰夫 主演：水谷豊
- 松本清張没後10年記念企画・黒の奔流 原作：松本清張 主演：渡瀬恒彦 制作：松竹
- リカ 原作：五十嵐貴久 主演：阿部寛 制作：共同テレビ
- 松本清張没後10年特別企画・疑惑 原作：松本清張 主演：佐藤浩市 制作：共同テレビ
- 50億を相続する女 主演：一路真輝 制作：東宝
- 覗く女 実況中継された連続殺人! 原作：池井戸潤 主演：羽田美智子
- ひまわり〜桶川女子大生ストーカー殺人事件〜 原作：鳥越俊太郎 主演：内山理名 制作：アマゾン
- 華麗なる復讐 主演：葉月里緒菜 制作：ネクスト・プロデュース
- 松本清張の証言（2004年版） 原作：松本清張 主演：東山紀之 制作：イースト
- 黒革の手帖スペシャル〜白い闇 原作：松本清張 主演：米倉涼子 制作：共同テレビジョン
- 超高層ホテルウーマンvs女ガードマン 主演：浅野温子、池上季実子 制作：TSP
- 悪魔のような女 主演：菅野美穂、浅野ゆう子 制作：ケイファクトリー
- ユニット 原作：佐々木譲 主演：緒形直人 制作：共同テレビジョン
- 横浜海上警察 主演：若村麻由美 制作：日本映像
- 獣医・いかり七緒の殺人診断 原作：浅黄斑 主演：水野真紀
- さくら署の女たち 主演：高島礼子 ※ 後に「木曜ミステリー」枠にて連続ドラマ化。
- 交渉人 原作：五十嵐貴久 主演：椎名桔平 制作：共同テレビジョン
- 半落ち 原作：横山秀夫 主演：椎名桔平 制作：共同テレビジョン
- 警視庁電話指導官〜深川真理子の事件簿 主演：菊川怜、制作：共同テレビ
- 女警察署長・美佐子 原作：広山義慶 主演：浅野ゆう子 制作：アオイスタジオ
- 新船長の航海事件日誌 原作：今井泉、主演：船越英一郎
- 女警察署長 主演；浅野ゆう子 制作：The Ship
- TRICK 新作スペシャル2 主演：仲間由紀恵 制作：東宝
- 交渉人 遠野麻衣子・最後の事件 原作：五十嵐貴久 主演：若村麻由美 制作：共同テレビ
- 天使が消えていく 原作：夏樹静子 主演：賀来千香子
- 女刑事・左近山響子 原作：夏樹静子 主演：菊川怜 制作：オスカープロモーション
- 大崎郁三の事件散歩 主演：地井武男 制作：ViViA
- ホゴカン 熱血保護司・村雨晃司の事件簿 主演：寺脇康文
- 冤罪死刑 原作：緒川怜 主演：椎名桔平
- セイアン〜生活安全特捜隊 原作：安東能明 主演：村上弘明 制作：松竹
- 京都人情捜査ファイルスペシャル[注 25] 主演：高橋克典
- 女たちの特捜最前線〜警察食堂極秘会議〜 主演：高島礼子 ※後に「木曜ミステリー」枠にて連続ドラマ化。

#### 朝日放送制作分
- 夜の終る時 原作：結城昌治 主演：室田日出男 制作：テレキャスト
- 濡れた心〜レズビアン殺人事件〜 原作：多岐川恭 主演：大場久美子 制作：国際放映
- 女教師 白い肌の記憶 原作：矢島正雄・弘兼憲史 主演：中条きよし 制作：松竹芸能
- 養子探偵団 原作：天藤真 主演：フランキー堺 制作：松竹
- 謎のダイヤモンドを求めて日本縦断!  主演：近藤正臣・工藤夕貴 制作：松竹
- 真夏の女子高生連続殺人 甘くてあぶないぼくとぼくらの夏 原作：樋口有介 主演：濱田万葉、大沢健 制作：大映テレビ
- 運命の銃口 原作：宮部みゆき 主演：田中邦衛、麻生祐未 制作：松竹芸能
- 火の粉 原作：雫井脩介 主演：原沙知絵 製作：トレンド
- 盗聴撃退!完全マニュアル 主演：余貴美子 制作：ネクスト・プロデュース（ユニオン映画）
- さすらいの女弁護士 山岸晶 主演：南野陽子 制作：The icon
- 愛と死の境界線 原作：小杉健治 主演：黒木瞳 制作：ザ・ワークス
- 棘の街 原作：堂場瞬一 主演：仲村トオル 制作：テレパック

## 放送フォーマット
2008年6月7日放送分より、地上波デジタル放送・ワンセグで番組連動データ放送を行っている。
2009年7月18日より朝日放送制作分のみ副音声による解説放送を実施（解説者は和沙哲郎〈当時朝日放送アナウンサー〉だったが、和沙の定年退社後2015年4月担当回からは前塚厚士に交代した）。再放送でもこれ以降の作品に限り適用される。翌2010年10月2日からテレ朝制作分でも解説放送を開始（解説者はテレビ朝日アナウンサーの野村真季。第1回は『西村京太郎トラベルミステリー・伊豆の海に消えた女』）。
また、これ以前に制作された作品についても、字幕放送用字幕と副音声解説を付加した再放送版が一部作品で制作され、地方局などでの再放送時に放送されている。
ジャンクションは長期に渡って5秒間だったが、2010年4月17日からは、直前番組『天才をつくる!ガリレオ脳研』の司会である城島茂と内田恭子が「『ガリレオ脳研』の後は!」と言ってから、今日の放送内容を説明する形（計15秒）に代わった。

### 歴代オープニング
本編のオープニングでは原作者ごとに異なるオリジナルのテーマ曲が使用されており、1996年3月までは主要出演者と共にオープニング最後には、原作者・脚本家・音楽家・監督が画面に登場していた。オープニングに原作者などが登場するのはスタッフを大切にする井塚英夫チーフプロデューサーが決めたことだという。1996年4月からタイトルロゴが変更。
- 1977年7月2日〜1979年3月31日
  - しゃぼん玉の中からロゴがズームインして来て、しゃぼん玉の飛ぶ映像に変わるというもので、BGMはPOP調のほのぼのとした感じのものだった。
  - テーマ曲名：ジャン＝ジャック・ペリー「Berceuse Pour Un Bébé Robot (Lullaby For A Baby robot)」
- 1979年4月7日〜1993年10月2日
  - 赤いスポットライトが現れ、緑に変わり、旧タイトルロゴが登場する。Xの字にレインボーのサインが踊り、最後に白い文字で旧タイトルロゴが現れ、その後はスポットライトが踊りいつしか自動車の前照灯に変わり、青を背面にロゴが舞い上がるというもので、BGMはミステリアス調の殺伐とした感じのものだった。因みにオーケストラ編成によるミステリアスなBGMの作曲者は『仁義なき戦い』でも有名な津島利章である。
- 1993年10月9日〜1996年3月30日
  - 新宿副都心の高層ビルの風景から白人女性の目→回廊の階段を逃げる様に下りる女性→三日月→赤ワイン→ワインがこぼれる様とから血が混じる海にダブらせる映像から起き上がると夜景になり、旧タイトルロゴ（黒い縁に青い背景）がCGで現れるというものだった。BGMは大野克夫による「フィルムコンポーザーセレクション 大野克夫 テレビ編 〜太陽にほえろ!／ザ・刑事〜」に収録されている（VPCD-81139）。この代まで、オープニング→その日放送されるドラマの予告→提供クレジット表示の流れになっていた（それ以降はオープニングの後に提供クレジット表示）。サスペンス色が強い曲調の前作からふわっと・さわやかとした癒しを基調としたしらべに180度転換されたほか、（テレ朝制作週と朝日放送制作週とでバラバラだった）エンドカードの書体が統一された。
- 1996年4月6日〜1997年3月29日
  - 時計台が落雷で崩れ落ち、金髪の女性がフクロウ・黒猫・鷲に睨まれながら逃げるように走る姿をホラー映画風な形で描かれ、最後にタイトルロゴ（金色の背景）が現れるというものだった。BGMはホラー調の曲で、提供提示のところあたりでは「あなたの愛になりたい」の一部らしきメロディーが流れていた。この代まで、当日放送のドラマ予告・エンディングコールでの「次回をおたのしみに!」のテロップ表記がそれぞれあった。またタイトルロゴに変更となり、「Saturday Night at the Mysteries」の副題がついた。またこのオープニングは朝日放送製作の場合に限り、2004年9月頃まで使用された。
- 1997年4月5日〜2004年10月30日
  - 番組20周年記念を目前に制作した。前代までのオープニングとは打って変わり、着物姿の少女や日本人形などの和風モチーフが多用されている。ボサボサの髪を揺らしながら羽織や袴を振り乱して走る人物が登場するなど、全体的に金田一耕助シリーズを彷彿とさせる演出が所々にある。2020年放送の志村&所の戦うお正月において、横溝正史・江戸川乱歩の世界観を表現したものと紹介された。スポンサー表示時のバックには9個のキューブが回転している。OP内で疾走する金田一耕助風の男性を演じたのは樋口浩二、OP監督は佐藤嗣麻子。BGMは片倉三起也（ALI PROJECT）「Diabolic Sequence (TV Size Version)」。ホラー映画風のミステリアスな曲調だった。津島とは正反対の作曲法で、片倉のオープニングは鍵盤楽器で発想したものからコピーアンドペーストでオクターブを縫ったものである。MIDI時代のオーケストレーションを生かした秀作。
- 2004年11月6日〜2015年3月28日
  - 主に長期シリーズ化された（されている）作品の1シーンがフォトレタッチ加工のイラストで描かれ、順番に映し出されるというもの。1996年から追加された副題「Saturday Night at the Mysteries」のテキストが多用に流れるのも特徴。画面サイズが16：9のワイド画面になった。BGMは「週末ロマンス」（作曲：稲見英夫）。CD化はされていないが、テレビ朝日の公式携帯サイトで着メロがダウンロードが可能。（要有料会員登録）。ちなみに登場する作品は順番に、1.法医学教室の事件ファイル→2.西村京太郎トラベルミステリー→3.火災調査官：紅蓮次郎→4.温泉若女将の殺人推理→5.タクシードライバーの推理日誌→6.救命救急士・牧田さおり→7.牟田刑事官→8.尼さん探偵シリーズ→9.赤かぶ検事奮戦記→10.終着駅シリーズ→11.事件→12.京都殺人案内→13.家政婦は見た!→14.江戸川乱歩シリーズ・明智小五郎 となっている。フルオケの打楽器は津島版のシロフォンではなく、チューブラーベルで重厚に響く。
- 2015年4月4日より、前述の通り朝日放送制作の解説放送の解説者が交代されたと同時にオープニングテーマが廃止された。

### 番組案内『今夜の推理はコレダ!』
番組のスタート直前、21:00 - 21:02（実質は21:00.30 - 21:01の30秒間）にミニ番組として全国向け（一部地域を除く）に放送されていた見どころ(予告)枠。スタジオからテレビ朝日の女性アナウンサーが今日のこの番組の放送内容の見どころをVTRを交えて紹介していた。後に『今夜の土曜ワイド劇場』へ改題され、スタジオパートは廃止された。
「時計の鐘の音が響いた後、女性アナウンサーが放送内容の見どころを紹介」という流れとスタジオセットは、裏番組のザ・サスペンスも似たものを採用していた。なお、当番組ではスタジオパートでミステリアス調のBGMが流れていたが、ごく稀に他のBGMに差し替える事があった。

### 番組案内『今夜の土曜ワイド劇場』
番組のスタート直前、20:58 - 21:00（実質は20:58.30 - 20:59の30秒間。1996年3月30日放送分までは21:00 - 21:02（実質は21:00.30 - 21:01の30秒間））にミニ番組として全国向け（一部地域を除く）に放送されていた見どころ(予告)枠。今日のこの番組の放送内容の見どころをVTRで放送していた。
なお、2016年4月2日からは『今夜の土曜プライム』に改題され、この日開始の『土曜プライム』で『土曜ワイド劇場』以外を放送する際にも原則放送される（ごくまれに放送なしの回があり）。またこの日から放送枠と告知時間は変わらないものの、前CMが1分増えて正式開始時刻が20:59:30に変更され、そのままステブレレスで本編開始となる。

### 次回予告
エンディング後の次回予告について、2作品紹介される。
通常は翌週と翌々週の作品で予告VTR（昔はフィルム）の前に「来週の土曜ワイド劇場は」「これからの土曜ワイド劇場は」の一枚画（CG）が出る。
翌週が特別番組（ドラマ・時代劇スペシャルなど）の場合は「来週のこの時間は」となる。また翌々週が特別番組の場合なら3週間後に放送予定の作品が紹介され、特別番組の紹介はしない。
ちなみに特別番組終了後には「来週の土曜ワイド劇場は」として翌週放送予定の作品のみ紹介される。
2015年2月放送分より次回予告は番組本編中の中CM枠 に移動されて、翌週以上の放送作品案内については番組ホームページとデータ放送のみに移行されて、番組内での紹介はなくなった（翌週が特別番組を放送するときは「来週のこの時間は」と字幕表示されて特別番組の紹介を行なっている（エンディング後はそのまま後クレが流れている）。

### 歴代エンディングテーマ
放送20年目に入った1996年7月6日放送分より、このタイアップ曲によるエンディングテーマが使われる様になった（これと同時に音声もモノラルからステレオ放送になる）。これ以前は作品に因んだ曲や専用のBGMがエンディングテーマとして使われていた。現在も稀にエンディングテーマを流した後に従来通りの選曲を行うパターン（代表例：『家政婦は見た!』）やエンドロール中盤まで作品専用のエンディングテーマを流してからフェードインする形で固定のエンディングテーマを流すパターン（代表例：『京都殺人案内』）もある。ごくまれではあるが、終了した連続ドラマの単発スペシャルを放送した場合など、通常使用するエンディングテーマを一切使用せず、当該連続ドラマと同一のエンディングテーマのみを使用することがあった（例：『特別企画・黒革の手帖スペシャル〜白い闇』）。
- 1996年7月6日 - 1997年3月29日：辛島美登里「あなたの愛になりたい」
- 1997年4月5日 - 1998年9月26日：松田聖子「あなたのその胸に」
- 1998年10月3日 - 2000年3月25日：TRF「JOY」
- 2000年4月1日 - 2002年12月28日：ZARD「promised you」
- 2003年1月4日 - 9月27日：ゴスペラーズ「北極星」
- 2003年10月4日 - 2007年6月30日：Kiroro「もう少し」
- 2007年7月7日 - 2010年6月26日：BoA「Smile again」
- 2010年7月3日 - 2011年9月24日：森山直太朗「花鳥風月」
- 2011年10月1日 - 2013年3月30日：熊木杏里「今日になるから」
- 2013年4月6日 - 2016年9月24日：スキマスイッチ「スカーレット」
- 2016年10月1日 - 2017年4月8日：秦基博「70億のピース」

## ネット局

### 過去のネット局
『土曜プライム』開始前までのものに限る。系列は現在の系列。放送当時他系列とのクロスネット局だった局は○を付加してある。
| 放送対象地域 | 放送局                | 系列                          | 備考                                                                                    |
| ------------ | --------------------- | ----------------------------- | --------------------------------------------------------------------------------------- |
| 青森県       | 青森放送（RAB）       | 日本テレビ系列                | ○1977年7月2日(放送開始)から1991年10月の青森朝日放送開局まで                             |
| 岩手県       | IBC岩手放送（IBC）    | TBS系列                       | 1996年10月の岩手朝日テレビ開局まで                                                      |
| 秋田県       | 秋田放送（ABS）       | 日本テレビ系列                | 1981年4月から1992年10月の秋田朝日放送開局まで                                           |
| 山形県       | 山形放送（YBC）       | 日本テレビ系列                | ○1993年4月の山形テレビのFNSからANNへのネットチェンジまで                                |
| 福島県       | 福島中央テレビ（FCT） | 日本テレビ系列                | ○1981年10月の福島放送開局まで                                                           |
| 山梨県       | 山梨放送（YBS)        | 日本テレビ系列                | 2002年の春の改編により終了                                                              |
| 新潟県       | 新潟総合テレビ（NST)  | フジテレビ系列                | ○現：NST新潟総合テレビ、1983年10月の新潟テレビ21開局まで                                |
| 長野県       | テレビ信州（TSB）     | 日本テレビ系列                | ○1991年4月の長野朝日放送開局まで                                                        |
| 静岡県       | テレビ静岡（SUT）     | フジテレビ系列                | 1978年7月の静岡朝日テレビ開局まで                                                       |
| 富山県       | 北日本放送 （KNB）    | 日本テレビ系列                | 1982年10月2日ネット開始                                                                 |
| 石川県       | 北陸放送（MRO）       | TBS系列                       | 1980年代後半から1991年10月の北陸朝日放送開局まで                                        |
| 岡山県       | 岡山放送（OHK）       | フジテレビ系列                | ○1979年3月までの放送エリアは岡山県のみ 1979年に岡山県への瀬戸内海放送の乗り入れ開始まで |
| 山口県       | 山口放送（KRY）       | 日本テレビ系列                | ○1993年10月の山口朝日放送開局まで                                                       |
| 愛媛県       | テレビ愛媛（EBC)      | フジテレビ系列                | 1995年4月の愛媛朝日テレビ開局まで                                                       |
| 高知県       | 高知放送（RKC)        | 日本テレビ系列                | [ 注 41 ]                                                                               |
| 長崎県       | 長崎放送（NBC）       | TBS系列                       | 1990年4月の長崎文化放送開局まで                                                         |
| 熊本県       | 熊本放送（RKK）       | TBS系列                       | [ 注 43 ]                                                                               |
| 熊本県       | テレビ熊本（TKU）     | フジテレビ系列                | ○1989年10月の熊本朝日放送開局まで                                                       |
| 大分県       | テレビ大分（TOS)      | 日本テレビ系列 フジテレビ系列 | ○1993年10月の大分朝日放送開局まで                                                       |
| 鹿児島県     | 鹿児島テレビ（KTS）   | フジテレビ系列                | ○1981年4月から 1982年10月の鹿児島放送開局まで                                           |
| 沖縄県       | 沖縄テレビ（OTV）     | フジテレビ系列                | 1980年前後にネット開始したが途中で打ち切り                                              |
| 沖縄県       | 琉球放送（RBC）       | TBS系列                       | 1987年4月から1993年3月まで                                                              |

### クロスネット局・ANN系列外での放送
クロスネット局のテレビ宮崎（UMK、日本テレビ・フジテレビ系列とのトリプルネット局）では月曜21:03 - 22:52 に『月曜プライム・月曜ワイド劇場』のタイトルで放送されていた。1987年4月から2012年9月までは2日遅れで新作を放送していたが、2012年10月の15分拡大に伴い、それでも朝日放送制作分は必ず新作を放送していたが、2013年以降、短縮版扱いで21:03 - 22:52に放送するようになった。また、テレ朝制作分の新作は月1〜2回程度で、これら以外の週は2010年10月以降の放送分を朝日放送制作分を除いて順に再放送している。なお、テレビ宮崎では『月曜プライム』自体、2017年3月27日をもって最終回とするため、『月曜プライム・月曜ワイド劇場』としても同日をもって、終了となった。
クロスネット時代の青森放送では、『24時間テレビ 愛は地球を救う』放送日は、フルネット局と同じ編成を採ったため、この時間帯の放送番組を14時(年によっては30分の番組を挟み14時30分)から先行放送していた。その為、この時のみ土曜サスペンス劇場（火曜サスペンス劇場の4日遅れ放送）と連続でサスペンスものが視聴できた。これ以外でも、編成の都合により、放送時間の変更を行ったケースもあった。
テレビ朝日系列局がない地域でも、山陰中央テレビ（TSK、フジテレビ系列）では2年 - 10ヶ月遅れで日曜13:00 - 14:55に『TSKワイド劇場』のタイトルで放送されていたが、2014年以降、作品によっては山陰放送（BSS、TBS系列）での放送となる例があった。また、不定期扱いで福井テレビ（FTB、フジテレビ系列）や高知放送（RKC、日本テレビ系列）でも放送さた事がある。

### 再放送
長年に亘って放送された膨大な作品は、全国的に午後などの再放送枠やCS放送のテレ朝チャンネルでよく放送されている。

#### 地上波
- テレビ朝日：平日・土曜午後
- テレビ朝日系列でも平日・土曜午後などに不定期に放送されている。

#### 衛星波
- テレ朝チャンネル(CS)：不定期（字幕放送。ただしCMカット）
- ファミリー劇場（CS）：不定期（字幕放送。ただしCMカット）
- ホームドラマチャンネル（CS）：不定期（ただしCMカット）
- チャンネル銀河（CS）：不定期（ただしCMカット）
  - 上記CSチャンネルの放送時間については、EPGもしくは各チャンネルのホームページを参照。
- BS朝日：2014年現在は金曜16:58 - 18:54の『フライデー・セレクション』枠で放送。原則としてハイビジョン作品が中心。2013年は平日12:00 - 13:54の『昼の特選サスペンス』枠でも放送され、開始当初は1980年代から1990年代の作品を放送していた。それ以前は土曜日の『スペシャル・サタデー』枠やと日曜日の『スペシャル・サンデー』枠でも放送されていた。BS朝日では2006年11月27日 - 12月1日の1週間限定で「土曜ワイド劇場ハイビジョン傑作選」として20:55 - 22:45（11月27日のみ20:55 - 23:00）にハイビジョンで放送したのが初めてである。

## 番組の休止・作品差し替え・特別枠など
- 『27時間チャレンジテレビ』（1996年・1997年）などで番組自体が休止されたこともある。また、2003年までは「全英オープンゴルフ」編成時に90分編集版を放送したことがあった。この他にもサントリーミステリー大賞の大賞受賞作品のドラマ映像化作品もこの時間枠に毎年12月に放送されていた（制作は朝日放送）。
- 2007年世界水泳選手権シンクロナイスドスイミングの開催される2007年3月24日は、通常の19・20時台がキリンチャレンジカップサッカー・日本vsペルーの試合を優先したため、土曜ワイド枠で放送された。同年以降に入ってからは単発のスペシャルドラマが放送される場合もある（例：『めぞん一刻』、『平成必殺シリーズ（'07・'09・'12）』など。ただし、この場合は「土曜ワイド劇場」の名前を外して、別枠の特番扱いで放送することもあり）。
- 1989年1月7日は新春特別企画『家政婦は見た!』を放送する予定だったが、昭和天皇崩御に伴う報道特別番組に差し替えられたため、制作局のテレビ朝日にサスペンスファンの苦情が殺到したという。同作品は後日、昭和天皇の大喪の礼の後に放送された。
- 1992年8月8日は、『遠野殺人事件』(主演∶三田寛子)を放送する予定だったが(次週予告も流し済み)、8月4日に小説界の巨匠・松本清張が死去したため、「松本清張さんを偲んで」というテロップで放送作品を（1991年11月23日に土曜ワイド劇場枠で既に放送された作品で）『松本清張作家活動40年記念「霧の旗」』(主演∶安田成美)に急遽差し替えて再放送された。尚、『遠野殺人事件』の振り替え放送は約2ヶ月半後の1992年10月24日に行われた。
- 1995年1月21日は、「下町占い師 清香姐さんの事件簿」を放送する予定だったが、1月17日に阪神・淡路大震災が発生したため、放送作品を「花吹雪女スリ三姉妹」に差し替えた。これは焼け跡から焼死体が発見される場面があるため[26]。
- 1998年10月24日は当初「'98 プロ野球日本シリーズ・第5戦 西武×横浜」の後に放送する予定だったが、中継が120分近く延長した為休止。当初、放送を予定していた作品は延期。
- 2003年9月6日は番組を休止し、石原裕次郎の十七回忌、石原プロモーション創立40周年、そしてテレビ朝日開局45周年に合わせて同局の往年の人気刑事ドラマ『西部警察』の復活版である『西部警察 WESTERN POLICE 2003』と題した2時間のスペシャルドラマを放送する予定だったが、同年8月12日にその続編である『西部警察 2003』と題した連続ドラマ[注 53] のロケ先だった愛知県名古屋市での撮影中の事故で制作の打ち切りと10月からの放送中止を発表し、この事故の影響で既に制作が終了し放映を待つのみとなっていた『西部警察 WESTERN POLICE 2003』の放映を無期限で延期とする事となり、その代替番組として番組が通常通り放送された。
- 2004年5月22日は「緊急報道スペシャル! 小泉総理北朝鮮再訪朝 総力取材"運命の日"拉致被害者の家族帰国なるか?愛しい子供らを待ち続けた蓮池さん地村さん曽我さんの切なる願いがかなう時…」（19:28 - 22:51）の放送のため休止、7月24日・8月7日は「AFCアジアカップ2004」のため、休止した。
- 2004年11月20日はテレビ朝日開局45周年記念ドラマ『弟』第4夜（21:00 - 23:06）のため、休止した。
- 2007年3月31日は『温泉㊙大作戦4』を放送する予定だったが、舞台となる石川県能登半島で25日に能登半島地震が発生したため、放送作品を『犯罪被害者相談室〜藤井若菜の癒やしの事件簿〜』に差し替えた。その作品は7月21日に放送したが「AFCアジアカップ2007 日本×オーストラリア」の試合展開がPK戦まで続いた為、結局75分繰り下げ22:15から2日跨ぎの放送となった。
- 2007年7月28日に放送予定だった『法律事務所』は「AFCアジアカップ2007」で日本が3位決定戦に出場したことと水谷が主演している「相棒〜Season 6」の制作上の兼ね合いから2008年4月12日に移行された。
- 2007年11月10日放送分は第3週目（11月17日）にあたる翌週が「サッカー・北京五輪アジア地区最終予選 ベトナム×日本」で休止したため、朝日放送制作の作品は1週繰り上げてこの日に放送された。
- 2009年3月7日の『検事・朝日奈耀子』は「WBC 東京ラウンド 日本×韓国」の延長により80分繰り下げて22:20からの放送となった。
- 2010年2月27日は『天才刑事・野呂盆六5』を放送する予定だったが、2月17日に死去した藤田まことを追悼し、『京都殺人案内32』を急遽優先して差し替えた。『野呂盆六5』の振り替え放映は2010年6月12日に行なわれた。
- 2010年7月17日の『検事・朝日奈耀子』は「全英オープンゴルフ」中継のために、1時間繰り上がり20:00からの放送となった。
- 2011年7月16日は「お願い!ランキング GOLD3時間スペシャル」と「全英オープンゴルフ」放送のため休止となった。
- 2011年7月30日の『森村誠一の棟居刑事』は、直前の『2011年世界水泳選手権』中継がぎりぎりの21:00まで伸びたため、珍しいステブレレス開始となった。
- 2011年11月19日の『ショカツの女6〜新宿西署・刑事課強行犯係」は「日本シリーズ第6戦福岡ソフトバンク×中日」戦の中継延長の為45分繰り下がり21:45からの放送となった。
- 2011年11月26日は『美空ひばりメモリアルコンサート だいじょうぶ、日本!』（21:00 - 23:48）の放送のため休止。
- 2012年4月7日は『SMAP☆がんばりますっ!!2012』（20:57 - 翌0:08）の放送のため休止。時差ネット局のテレビ宮崎では「拘置所の女医」（テレビ朝日系列初回放送日2011年3月5日・テレビ宮崎初回放送日同年3月7日）の再放送が編成される。
- 2012年6月30日は前日に死去した地井武男の遺作『大崎郁三の事件散歩』を「追悼・地井武男さん 土曜ワイド劇場特別編」として放送（この日に放送予定だった『おかしな刑事 居眠り刑事とエリート女警視の父娘捜査 鬼女の絵馬がつなぐ二つの死体』は同年10月13日に延期された）。この作品は2011年12月に撮影され、本来は2012年秋頃に放送予定であった。副音声解説放送と連動データ放送は実施せず、字幕放送のみ行われた。ドラマ本編開始前にはスタジオパートの進行で撮影風景の様子が紹介され、ドラマ本編終了後には再びスタジオパートの進行で、このドラマの舞台となった『ちい散歩』谷根千編（2007年5月4日放送分）のダイジェスト版を放送した。その他、『西村京太郎サスペンス鉄道捜査官』とゲスト出演していた『徹子の部屋』のそれぞれ一部も紹介された。なお、ドラマ本編開始前と本編終了後部分で急遽新規収録を行ったスタジオパートの進行は寺崎貴司と矢島悠子（いずれもテレビ朝日アナウンサー）が務めた。
- 2012年7月28日の『京都南署鑑識ファイル』は直前の『ロンドンオリンピック』が17:25 - 21:54に組まれた関係上、通常より1時間繰り下げて22:00からの放送となった。
- 2013年2月23日の『救急救命士・牧田さおり』は、直前のワールド・ベースボール・クラシック壮行試合『日本×オーストラリア』の中継延長のため65分繰り下がりの22:05からの放送となった。
- 2013年3月2日の『人類学者・岬久美子の殺人鑑定』は、直前のワールド・ベースボール・クラシック1次ラウンド『日本×ブラジル』の中継延長のため1時間45分（105分）繰り下がりの22:45からの放送となった。
- 2013年4月13日は北朝鮮の国内へのミサイル発射が懸念した影響をうけ『そうだったのか!池上彰の学べるニュース』緊急生放送スペシャルの放送が決まった為、当初放送を予定していた「おかしな刑事10」を6月22日に延期。
- 2013年10月26日の『検事・朝日奈耀子14 医師&検事〜2つの顔を持つ女!』は「'13 プロ野球日本シリーズ・第1戦・楽天×巨人」戦の中継延長の為70分繰り下がり22:10 - 翌0:16の放送となった。
- 2014年2月1日はテレビ朝日開局55周年記念大型特別番組『超豪華!一夜限り!!バラエティ司会者芸人夢の共演スペシャル!!』（18:56 - 23:30）のため休止。
- 2014年4月5日は『おとり捜査官・北見志穂18』を通常通り放送したが、前日に死去が判明した蟹江敬三の遺作であることから「追悼・蟹江敬三さん…入魂の遺作」として放送された。
- 2014年11月8日の『人類学者・岬久美子の殺人鑑定』は、「フィギュアスケートグランプリシリーズ 世界一決定戦2014」中継のため21:45から放送する予定であったが、同中継が15分延長されたため、22:00 - 翌0:06）の放送となった。
- 2015年4月11日は『池上彰のニュースそうだったのか!! 3時間SP』（19:54 - 23:06）のため休止。
- 2015年7月18日は『アメトーーク!緊急スペシャル』のため休止。前座枠も『アメトーーク!緊急スペシャル』のみどころに差し替えられた。
- 2015年11月14日放送の『ゴーストライターの殺人推理』は、『世界野球プレミア12  日本× アメリカ合衆国』が1時間50分延長したため、22:50からの放送。
- 2016年1月2日は『とんねるずのスポーツ王は俺だ!!新春5時間スペシャル』（18:30 - 23:30）のため休止。
- 2016年1月16日は『池上彰のニュースそうだったのか!3時間スペシャル』（18:56 - 22:16）と『サッカー リオ五輪アジア地区最終予選AFC U-23選手権「 日本× タイ」』中継（22:20 - 翌0:30）のため休止。
- また、『氷点』（2006年）や『点と線』（2007年）の様に通常の「日曜エンタ（2012年度までは「日曜エンタ」の一企画扱いに降格する前の「日曜洋画劇場」のみ）」の枠と共に土・日曜連続でのスペシャルドラマが放送される場合もある。この場合は「土曜プライム」（2015年度までは「土曜プライム」の一企画扱いに降格する前の「土曜ワイド劇場」）を休止にした特番扱いとなる[注 54]。
  - 2011年3月12日は元々3月13日と2夜連続の『松本清張ドラマスペシャル 砂の器』を放送する予定だったため、番組自体が休止だったが、前日に東北地方太平洋沖地震（東日本大震災）が発生した影響からその関連報道特番に差し替えられ「砂の器」は休止。更にその翌週（3月19日）に当初朝日放送制作の作品を放送する予定だったものを、翌々週（3月26日）に予定していたテレビ朝日の放送回の順序と入れ替えて放送。本来翌々週（3月26日）に放送する予定だった「温泉若おかみの殺人推理」は、5月28日に延期された。なお、「砂の器」は9月10日・11日に変更して放送した。
  - 2012年12月15日は土ワイとは別枠の特別番組の扱いで、「開局55周年記念・松本清張ドラマスペシャル 十万分の一の偶然」（田村正和主演）が放送された。本来であれば、あくる16日の日曜洋画劇場の枠内で放送されるべき「開局55周年記念・松本清張ドラマスペシャル 熱い空気」との2日連続放送が予定されていたが、12月16日に衆議院議員総選挙が投開票されることを受けて、同枠内で『選挙ステーション』が急遽組まれたために「熱い空気」は放送することができなかった。そこで同作品は次週・12月22日に「土ワイ」とは別枠の特別番組扱いで、この時間で放送された。当初この日に放送を予定していた「温泉㊙大作戦(12)」は2013年1月12日に延期した。